# Olympische Sommerspiele 2008/Teilnehmer (Kiribati)
| Gelbes Symbol für Goldmedaillen mit stilisierten Olympischen Ringen | Graues Symbol für Silbermedaillen mit stilisierten Olympischen Ringen | Braundes Symbol für Bronzemedaillen mit stilisierten Olympischen Ringen |
| ------------------------------------------------------------------- | --------------------------------------------------------------------- | ----------------------------------------------------------------------- |
| —                                                                   | —                                                                     | —                                                                       |

Kiribati nahm bei den Olympischen Sommerspielen 2004 in Athen das erste Mal an Olympischen Sommerspielen teil. Auch im Jahr 2008 wurden wieder Vertreter des Landes zu den Olympischen Spielen in Peking geschickt. Zwei  Männer und eine Frau traten in zwei der insgesamt 28 ausgetragenen Sportarten an.

## Teilnehmer nach Sportarten

### Gewichtheben
- David Katoatau
Männer, Klasse bis 85 kg

### Leichtathletik
- Rabangaki Nawai
Männer, 100 m
- Kaitinano Mwemweata
Frauen, 200 m